# Менкіня (Нижньосілезьке воєводство)
Менкіня (пол. Miękinia, нім. Nimkau) — місто в Польщі, у гміні Менкіня Сьредського повіту Нижньосілезького воєводства.
Населення — 2067 осіб (2011).
1 січня 2023 року набуло статусу міста.
У 1975-1998 роках село належало до Вроцлавського воєводства.

## Демографія
Демографічна структура станом на 31 березня 2011 року:
|          | Загалом | Допрацездатний вік | Працездатний вік | Постпрацездатний вік |
| -------- | ------- | ------------------ | ---------------- | -------------------- |
| Чоловіки | 994     | 228                | 700              | 66                   |
| Жінки    | 1073    | 207                | 688              | 178                  |
| Разом    | 2067    | 435                | 1388             | 244                  |